# Job 28
Job 28 es el vigesimoctavo capítulo del Libro de Job en la Biblia hebrea o el Antiguo Testamento del Cristianismo . El libro es anónimo; la mayoría de los estudiosos creen que fue escrito alrededor del siglo VI a. C. Este capítulo recoge el discurso de Job, que pertenece a la sección Diálogo del libro, y comprende Job 3:1–Job 31:40.

## Comentarios previos a 26:1-31:40
En el texto tal como lo conservamos, esta sección se presenta como el discurso final de Job dentro de la controversia con sus amigos. Sin embargo, solo en los capítulos 26 y 27 aparecen fórmulas que muestran que Job se dirige a ellos (cf. 26,2-4; 27,12). El capítulo 28 funciona más bien como un himno a la sabiduría, sin conexión directa con lo anterior, mientras que los capítulos 29-31 constituyen una lamentación en forma de soliloquio. Por ello, únicamente los capítulos 26 y 27 pueden considerarse respuesta de Job en el marco de los diálogos. El resto, aunque se coloque a continuación y se atribuya a Job, no pertenecería a esa respuesta, sino que habría sido insertado por el autor como cierre literario de la sección. Deben, por tanto, leerse como unidades independientes.

## Texto
El texto original está escrito en lengua hebrea. Este capítulo se divide en 28 versículos.

### Testimonios textuales
Algunos manuscritos antiguos que contienen el texto de este capítulo en hebreo pertenecen al Texto masorético, que incluye el Códice de Alepo (siglo X) y el Codex Leningradensis (1008). Se encontraron fragmentos que contienen partes de este capítulo en hebreo entre los Rollos del Mar Muerto, incluyendo 4Q100 (4QJobb; 50–1 a. C.) con los versículos 15–17 conservados.

## Análisis
La estructura del libro es la siguiente:
- El prólogo (capítulos 1-2)
- El diálogo (capítulos 3-31)
- Los veredictos (32:1-42:6)
- El epílogo (42:7-17)

Dentro de la estructura, el capítulo 28 se agrupa en la sección Diálogo con el siguiente esquema:
- La maldición y el lamento de Job (3:1-26)
- Primera ronda (4:1-14:22)
- Segunda ronda (15:1-21:34)
- Tercera ronda (22:1-27:23)
  - Elifaz (22:1-30)
  - Job (23:1-24:25)
  - Bildad (25:1-6)
  - Job (26:1-27:23)
  - Interludio: poema sobre la sabiduría (28:1-28)
    - Los logros de la humanidad (28:1-12)
    - Los seres humanos no pueden comprar la sabiduría y no la valoran (28:13-20)
    - Dios conoce el camino hacia la sabiduría (28:21-27)
    - El temor de Dios y la sabiduría (28:28)
- Resumen de Job (29:1-31:40)

La sección del diálogo está compuesta en formato poético con una sintaxis y una gramática distintivas. Comparando los tres ciclos de debate, el tercero (y último) puede considerarse «incompleto», ya que no hay ningún discurso de Zofar y el de Bildad es muy breve (solo seis versículos), lo que puede indicar un síntoma de desintegración de los argumentos de los amigos. El discurso final de Job en el tercer ciclo del debate comprende principalmente los capítulos 26 y 27, pero ante el silencio de sus amigos, Job continúa su discurso hasta el capítulo 31. 
El capítulo 28 se puede dividir en tres partes, separadas por dos estribillos (versículos 12 y 20), y concluye con la declaración final del «temor del Señor» (versículo 28):
1. la búsqueda humana no puede encontrar la sabiduría (28:1-12)
2. la riqueza humana no puede comprar la sabiduría (28:13-20)
3. Solo Dios conoce el camino hacia la sabiduría (28:21-28).[18]

Los estribillos plantean la pregunta: «¿Dónde se encuentra la sabiduría?», y la declaración final aparentemente da la respuesta: «El temor del Señor, eso es la sabiduría».
El tono de Job 28 es tranquilo, muy diferente de las «emociones grandilocuentes de los discursos de Job» tanto en el capítulo anterior (27) como en los siguientes (29-31), con un contenido también distintivo. Esto lleva al debate sobre si Job es realmente el narrador de todo el capítulo. Este capítulo bien podría ser un interludio pronunciado por el narrador (o «comentario del autor») que sirve de transición entre las tres rondas de diálogo (Job 3-27) y los tres monólogos extensos de Job (Job 29-31), Eliú (Job 32-37) y Dios (Job 38-41).
Se han enumerado varios factores que ponen en duda que Job sea el orador:
1. El capítulo siguiente comienza con «Job volvió a tomar la palabra» (29:1), como también se afirma de manera similar en 26:1 y 27:1, pero no en 28:1.[19]

1. El drástico cambio de género literario y el tono poético irónico del capítulo indican que es poco probable que forme parte del debate, sino que se trata más bien de una reflexión apropiada del autor o del editor en el momento en que se rompió el diálogo.[20]

Aunque Zofar aborda temas similares en Job 11:7-12, solo unos pocos estudiosos consideran este capítulo como el «tercer discurso perdido» de Zofar debido, entre otras cosas, a la ausencia de acusaciones. Algunos estudiosos sugieren que fue pronunciado por Eliú, o que pertenece después de Job 42:6, mientras que otros proponen eliminarlo por considerarlo inauténtico.
La ubicación de Job 28 dentro de la estructura del libro sugiere que no es una anticipación de la conclusión y el tema del libro, por lo que no puede ser «el punto álgido del libro», ya que aún no proporciona la respuesta a Job. Este capítulo cumple la importante función literaria de preparar lo que va a seguir, es decir, la posible conclusión del versículo 28 se reformula en los capítulos 29-31, en los que Job insiste en que las cuestiones no están resueltas y finalmente conduce al veredicto de Dios.

## Los logros de la humanidad (28:1–12)

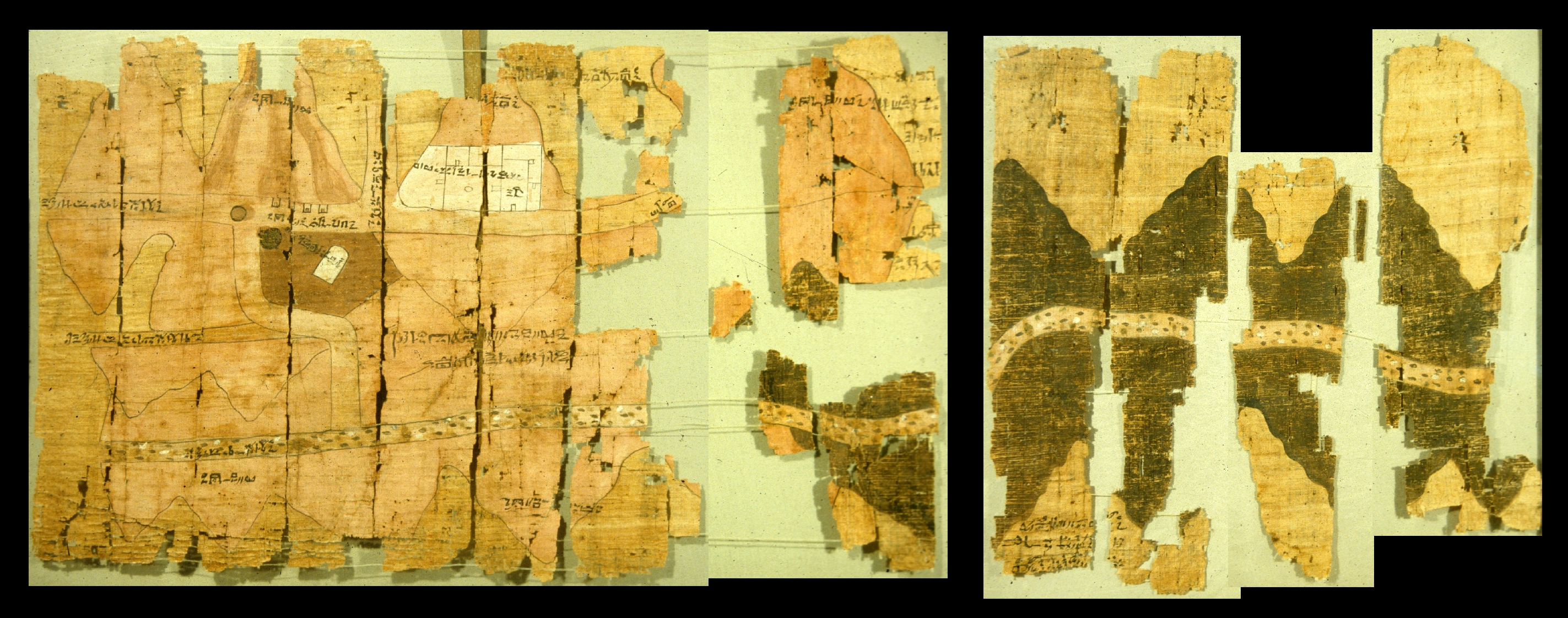
Un antiguo mapa minero egipcio (mitad izquierda) de la expedición minera de Ramsés IV, siglo XII a. C. (Imperio Nuevo), en fragmentos del papiro de Turín.

Job 28:1-11 presenta una descripción vívida de la tecnología antigua que se utilizaba en la extracción de metales preciosos y piedras preciosas. No había actividad minera en Israel (cf. 1 Samuel
13:19-22), porque sus recursos naturales eran limitados, a diferencia de Egipto, donde la actividad minera extensiva comenzó alrededor del 2000 a. C., o en otras partes de la antigua Mesopotamia. La minería requiere excavar profundamente en lugares oscuros para producir productos impresionantes (zafiro/lapislázuli, oro) a partir de rocas o polvos; un principio que puede aplicarse a la búsqueda de la sabiduría, «trae a la luz cosas ocultas» (versículo 11).

### Versículo 4
[Job dijo:] «Rompe un pozo lejos de los habitantes;»
«en lugares olvidados por los pies»
«cuelgan lejos de los hombres y se tambalean».
- "Habitantes»: traducido de la palabra hebrea גָּר, «gar», que significa «morar; vivir (lugar)».[26] La Septuaginta griega traduce la misma palabra hebrea como «piedra caliza».[26]
- «Olvidados por los pies»: significa que estas minas son tan profundas que las personas que caminan por encima, en la superficie, no se dan cuenta de que hay mineros debajo.[27]
- «Tambalear»: o «balancearse» (NKJV; ESV), describiendo los peligrosos procedimientos mineros que a menudo implican colgar precariamente suspendidos de una cuerda, lo cual era una parte necesaria del trabajo de subir y bajar por los pozos para alcanzar los tesoros.[28][29]

## La sabiduría esquiva (28:13-20)
La segunda estrofa describe la capacidad limitada de los seres humanos para dominar la sabiduría, ya que no pueden comprender el valor de «la sabiduría y el entendimiento» (versículo 13), ni pueden ofrecer nada a cambio de ellos (versículos 15-19). Las habilidades mineras humanas no pueden utilizarse para encontrar estas «joyas gemelas de la sabiduría y el entendimiento». Por lo tanto, toda la estrofa afirma que la sabiduría no es ni totalmente alcanzable ni valorada adecuadamente.

### Versículo 16
[Job dijo:] «No se puede valorar con el oro de Ofir,
ni con el ónix precioso ni con el zafiro».
- «Oro»: se menciona aquí para indicar que ninguna cantidad de riqueza humana puede comprar la sabiduría (cf. Proverbios 8:10-11).[32]

## Fuente de la sabiduría (28:20-28)
La afirmación clave de la última estrofa es que la sabiduría está generalmente oculta a los seres vivos (versículo 21), y que su ubicación es desconocida incluso cuando se busca hasta los confines de la realidad (versículo 22). Solo Dios conoce la ubicación y la naturaleza de la sabiduría, al tiempo que la da a conocer a los demás (versículo 27). La conclusión es que «la sabiduría y el entendimiento» solo pueden adquirirse temiendo a Dios y apartándose del mal.

### Versículo 28
[Job dijo:] «Y dijo al hombre:
“He aquí, el temor del Señor, eso es sabiduría,
y apartarse del mal es inteligencia”».
- «Temer al Señor»: traducido de la frase en hebreo יראת אדני, «yir-’aṯ ’ă-ḏō-nāy», que solo aparece aquí en la Biblia hebrea (Antiguo Testamento), pero es equivalente a la frase de sabiduría «yir-’aṯ YHWH», que significa «temer a YHWH/al Señor» (cf. Proverbios 1:7; 9:10; Salmo 111:10).[37]

#### A todo el capítulo
La exaltación de la sabiduría marca el punto culminante de los diálogos. Aunque algunos estudiosos han atribuido este capítulo a un autor distinto del de los diálogos —ya sea anterior o posterior— o lo han considerado una reflexión del propio autor fuera de la voz de Job, todos los testimonios textuales en hebreo y griego lo incluyen en la misma posición, y su lenguaje y estilo son coherentes con el resto del libro. La hipótesis de que Job pronuncie este poema tras refutar a quienes presumían conocer el origen y la naturaleza de la sabiduría no interrumpe la continuidad de la obra.
El himno, de notable belleza literaria, presenta la sabiduría no como posesión humana, sino como atributo divino, inaccesible a toda criatura. En línea con la tradición sapiencial, se la contempla como realidad independiente y personificada, en sintonía con pasajes como Proverbios 8,22-31 y Baruc 3,9–4,4. Su estructura se articula en tres secciones separadas por las preguntas sobre su origen y su lugar (vv. 12 y 20): la primera (vv. 1-11) resalta la capacidad humana para explorar y dominar los secretos de la tierra; la segunda (vv. 12-19) describe el deseo universal de alcanzarla, sin comprender plenamente su valor ni saber dónde hallarla; la tercera (vv. 20-28) ofrece la respuesta: sólo Dios conoce su camino y su ubicación (v. 23), y el versículo final indica el modo en que el ser humano puede participar de ella.

#### A los versículos 1-11
Oro, plata, hierro y cobre, mencionados en los versículos 1-2, representan los metales conocidos en aquel tiempo. El texto describe con detalle los avances técnicos empleados en la minería antigua, mostrando así el dominio humano sobre la creación en cumplimiento del mandato divino de Génesis 1,28. El autor manifiesta admiración por la capacidad del hombre para extraer riquezas ocultas, construir complejas galerías y trabajar en condiciones inusuales (v. 4). Ninguna criatura rivaliza con el homo faber: ni las aves más perspicaces ni las fieras más poderosas alcanzan los lugares que la investigación y la técnica humanas logran explorar (vv. 7-8). Sin embargo, este dominio técnico no equivale a la verdadera sabiduría. La Iglesia, reconociendo los grandes avances de la ciencia y la técnica, insiste en la necesidad de discernir y afirmar el sentido y el valor de la actividad humana.

El hombre siempre se ha esforzado con su trabajo y su ingenio por desarrollar más su vida; hoy en día, sobre todo gracias a la ciencia y a la técnica, ha ampliado y continuamente amplía su dominio sobre casi toda la naturaleza, y, principalmente con ayuda del aumento de medios de intercambio entre las naciones, la familia humana se reconoce y se constituye, poco a poco, como una comunidad en todo el mundo. Con ello, muchos bienes que el hombre esperaba antes principalmente de fuerzas superiores, hoy se los procura ya con su propia habilidad. Ante este inmenso esfuerzo que afecta ya a todo el género humano, surgen entre los hombres muchos interrogantes: ¿Cuál es el sentido y valor de esta actividad? ¿Cómo se deben utilizar todas estas cosas? ¿Cuál es el fin que pretenden conseguir los esfuerzos de los individuos y las sociedades? (…) El hombre, creado a imagen de Dios, ha recibido el mandato de regir el mundo en justicia y santidad, sometiendo la tierra con todo cuanto en ella hay, y, reconociendo a Dios como creador de todas las cosas, de relacionarse a sí mismo y al universo entero con Él, de modo que, con el sometimiento de todas las cosas al hombre, sea admirable el nombre de Dios en toda la tierra.

#### A los versículos 12-19
Adquirir sabiduría (v. 18) se presenta como la meta suprema, inalcanzable tanto por medio de la técnica y la industria —como muestra la primera parte del poema— como mediante la riqueza (v. 15). El texto, además de reflejar el nivel técnico de la época, ofrece referencias al comercio antiguo y a los bienes más estimados, como el oro, la plata y las piedras preciosas. Estos elementos sirven para acentuar el valor incomparable de la sabiduría. En contraste con la idea común de que la sabiduría conduce a la riqueza (cfr. 1 Re 10; Ez 28,4), el himno afirma que todos los bienes materiales carecen de equivalencia con ella. Siguiendo una interpretación espiritual, Gregorio Magno identifica la sabiduría con Jesucristo y desarrolla su comentario en esa clave cristológica.

¿Qué otra cosa quiere decir que la sabiduría no se compara a las piedras preciosas sino que Aquel que es virtud de Dios y sabiduría de Dios, es decir, el mediador entre Dios y los hombres, Jesucristo, excede a todas las cosas en tanta grandeza que ni los hombres en la tierra ni los ángeles en el cielo le pueden ser comparados?

#### A los versícculos 20-27
El himno utiliza una rica variedad de verbos para expresar distintos niveles en la relación con la sabiduría: incluso las criaturas más enigmáticas sólo llegan a conocerla de manera indirecta, “de oídas” (v. 22), mientras que Dios la conoce plenamente (v. 23). Solo Él abarca con su mirada todo lo creado (v. 24) y, por ello, puede ver la sabiduría, examinarla, evaluarla y sondear su origen (v. 27). Según el testimonio sapiencial, Dios la estableció desde el principio (cfr. Pr 8,23) y fue testigo de ella en el mismo acto creador.

#### Al versículo 28
La sabiduría no se obtiene por la técnica, la industria ni la actividad comercial, sino por la piedad. Su fundamento es el temor de Dios, entendido no como miedo paralizante, sino como actitud que impulsa a acercarse al Creador, reconocerlo como único autor de la sabiduría, aceptar sus designios y seguir sus caminos. Este temor reverente lleva, sobre todo, a pedir la sabiduría mediante una oración humilde y confiada.